# Самбор (футбольный клуб)
«Самбор» — украинский любительский футбольный клуб, представляющий город Самбор Львовской области. Основан в 1931 под эгидой спортивного общества «Днестр». Выступал во Второй лиге Украины под названием «Луч» (или «Проминь»). В период с 1992 по 1993 команда представляла село Воля-Баранецкая Львовской области.

## Прежние названия
- до 1991: «Спартак» (Самбор)
- 1992—1993: «Луч» (Воля Баранецкая)
- 1993—?: «Луч» (Самбор)
- с 2006: ФК «Самбор»

## История
Футбольная команда «Спартак» была создана в Самборе после Великой Отечественной войны.
До 1991 года команда выиступала на в чемпионатах Львовской области.
У 80-х годах XX века также выступала в Кубке УССР, а также в первенствах УССР среди любительских коллективов. В 1985 году заняла второе место в финальном турнире, в котором розыгрывалась путёвка во Вторую лиги СССР (украинская зона).
В 1992 году клуб «Луч» из села Воля-Баранецкая дебютировал в переходной лиге, группа «А» чемпионата Украины. После сезона 1992/93 клуб переехал в Самбор и продолжил выступления под названием «Луч».
Однако в сезоне 1993/94 клуб занял 14 место в переходной лиге и был лишён профессионального статуса.
Потом продолжил выступления в чемпионате Львовской области.
Клуб выступал также в Кубке Украины в сезоне 1995/96.
В 1998 году в матчах плей-офф за выход во вторую лигу чемпионата Украины не смог победить предпоследнюю команду второй лиги ФК «Тысменица» (0:3 и 1:1).
После этого клуб прекратил своё существование.
Лишь в 2006 году клуб был возрождён под названием ФК «Самбор», выступает в чемпионате Львовской области.
В 2024 году клуб объединился со второй командой тернопольской «Нивы». Образовавшаяся в результате слияния команда «Самбор-Нива-2» базировалась в Самборе и выступала во второй лиге Украины.